# José Rodríguez (giocatore di calcio a 5)
José Rodríguez Camejo (12 febbraio 1970) è un ex giocatore di calcio a 5 cubano.

## Carriera
Rodríguez ha disputato, con la nazionale cubana, il CONCACAF Futsal Championship 1996 di cui vinse la medaglia d'argento nonché il FIFA Futsal World Championship 1996 in cui la selezione caraibica, alla prima partecipazione, uscì nel girone del primo turno comprendente Brasile, Belgio e Iran.